# Silvino García Martínez
Silvino García Martínez (La Habana, 4 de junio de 1944) es un Gran Maestro Internacional de ajedrez cubano. También es entrenador y preparador de ajedrez.
Fue el primer Gran Maestro de Cuba de la FIDE (Federación Internacional de ajedrez), tras el campeón mundial José Raúl Capablanca y Graupera.

## Palmarés
Fue cuatro veces ganador del Campeonato de Cuba de ajedrez, en 1968, 1970, 1973 y 1979.
Participó representando a Cuba en diez Olimpíadas de ajedrez en 1966, 1968, 1970, 1972, 1974, 1978, 1980, 1982, 1984 y 1986. Además fue capitán del equipo cubano en varias ocasiones para la olimpiada.
Fue campeón Panamericano en 1968, resultando invicto. En 2017, con 73 años, ganó el campeonato panamericano Senior en Colombia.
Fundador en 1992 y rector del Instituto Superior Latinoamericano de Ajedrez. Fue presidente  de la Federación Cubana de Ajedrez por un cuarto de siglo, período en el que se  formaron en Cuba decenas de grandes maestros y se mantuvo el Memorial Capablanca. También ocupó cargos en la Fide.